# مکابیان اول

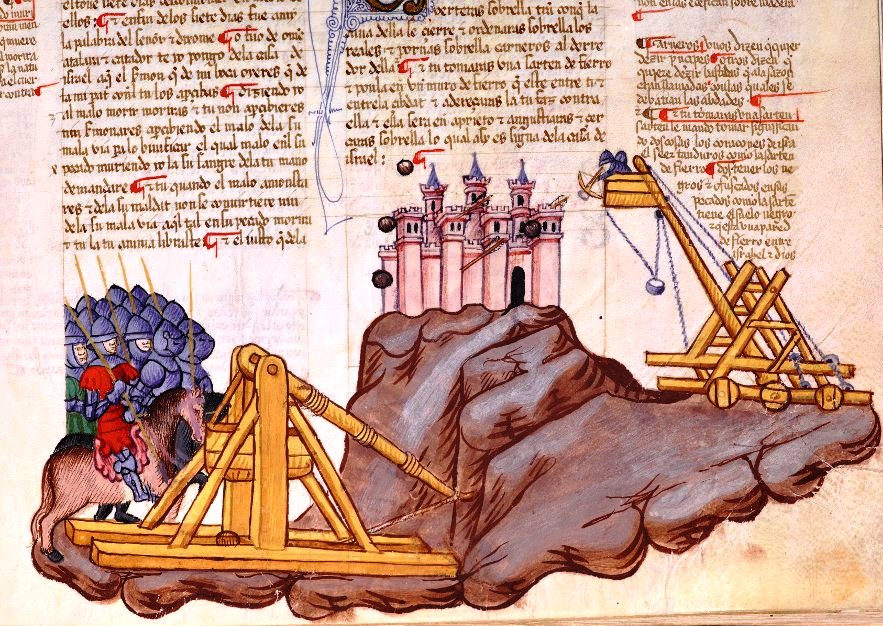
تصویری از کتاب

کتاب اول مکابیان که به نام مکابیان اول نیز شناخته می‌شود، کتابی عبری نوشتهٔ یک یهودی ناشناخته پس از بازسازی یک پادشاهی مستقل یهودی توسط حشمونیان در اواخر سده دوم پیش از میلاد است. امروزه نسخه اصلی عبری از میان رفته‌است و مهمترین نسخه برجای مانده ترجمه یونانی آن است که در هفتادگانی یافت می‌شود. کلیساهای کاتولیک، ارتدکس شرقی و مشرقی این نوشته را متنی وحیانی شرعی می دانند، اما شاخۀ پروتستان و شاخه‌های اصلی یهودیت چنین باوری ندارند. لذا این کتاب بخشی از کتاب مقدس عبری، که یهودیان به آن قائل هستند، نیست. مسیحیان پروتستان هرچند این کتب را وحیانی نمی دانند، اما مطالعۀ آن ها را بسیار مفید می دانند (کتاب‌های قانونی ثانی را ببینید).